# Tiefenalbock
Der Tiefenalbock (Coregonus fatioi), früher auch als Albock bezeichnet, ist eine Süßwasserfischart aus der Gattung Coregonus innerhalb der Unterfamilie Coregoninae. Er kommt im Thunersee und im Brienzersee in der Schweiz vor.

## Merkmale
Der Albock erreicht eine Standardlänge von 360 mm. Er besitzt 25 bis 33 (durchschnittlich 29) Kiemenreusendornen. Der Augendurchmesser beträgt 20 bis 25 Prozent der Standardlänge. Die Flossen sind gräulich, häufig mit schwarzen Rändern. Die Länge der Brustflossen beträgt 14 bis 18 Prozent der Standardlänge.

## Lebensweise
Der Tiefenalbock bewohnt die mittleren Tiefen des Thuner- und Brienzersees. Die Laichzeit ist im Dezember entlang des Ufers in Tiefen von 0 bis 30 Metern. Sowohl im Thuner- als auch im Brienzersee kommen Hybride vor, die in 70 m Tiefe laichen. Einige von ihnen haben einen höheren Körper. Angeblich waren sie früher verschiedenartiger und hatten unterschiedliche Laichzeiten.

## Systematik und Status
Der Tiefenalbock wurde 1890 von Victor Fatio als Unterart des Bodenseefelchens (Coregonus wartmanni alpinus) beschrieben. Da das Epitheton alpinus jedoch schon für den Kropfer (Coregonus schinzii alpinus), heute gültiger Name Coregonus alpinus, vergeben wurde, stellt dies nach den Internationalen Regeln für die Zoologische Nomenklatur einen ungültigen Namen dar und so wurde die Art 1997 von Maurice Kottelat neubenannt und Victor Fatio im Epitheton geehrt. Der Albock ist ein häufiger Fisch und wird von der IUCN in der Kategorie „nicht gefährdet“ (least concern) gelistet.
Im Jahr 2020 wurde die neue Art Coregonus acrinasus beschrieben und als Albock bezeichnet.